# Donuca spectabilis
Donuca spectabilis là một loài bướm đêm trong họ Erebidae.

## Hình ảnh

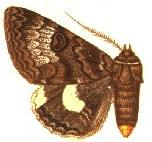